# Сул
Сул (Соль; сомал. Sool) — регіон в північному Сомалі. Столиця регіону - Лас Анод. Історично даний регіон відомий як база антиколоніального руху під керівництвом Саїда Моххамеда, відомого також як рух дервішів. В даний час за володіння цим регіоном йде боротьба між самопроголошеним державою Сомаліленд, автономною державою Пунтленд та місцевої угрупованням HBM-SSC, яке бореться за створення єдиної автономії Сул-Санааг-Айн у складі Сомалі, що включає, відповідно, три райони: Сул, Санааг і Айн.

## Клімат
Сул знаходиться в дуже посушливій і пустельній кліматичній зоні зі спекотним літом і сухою зимою. Середньорічна кількість опадів в регіоні становить 100-200 мм.

## Економіка
Економіка Сула базується на тваринництві і комунікаціях. Регіон дуже багатий дрібною рогатою худобою, в той час як обслуговування мобільного телефонного зв'язку приносить близько 40% податкових доходів.

## Територіальна боротьба
Під час правління Сіада Барре, Сул не був окремим регіоном, а був частиною більш великої провінції Нугаль зі столицею в Гарове . В даний час Нугал є центральною провінцією Пунтленду, у зв'язку з чим дане державне утворення оспорює автономію Сула (хоча при цьому підтримує Сул-Санааг-Айн та його боротьбу проти Сомаліленду). Більше того, на території Сула проживають ті ж кланові племена, що і в самому Пунтленді.
Пунтленд контролював даний регіон з 2003 до жовтня 2007 року, але в 2007 році сили Сомаліленду окупували Сул, і продовжують контролювати його західну частину в даний час. У регіоні діють сили опору, які борються проти присутності військ Сомаліленду.

## Див. Також
- Адміністративний поділ Сомалі